# Mark Vande Hei
Mark Thomas Vande Hei (Falls Church, 10 november 1966) is een Amerikaans ruimtevaarder. Hij werd in 2009 door NASA geselecteerd om te trainen als astronaut en ging in september 2017 voor het eerst de ruimte in.
Vande Hei maakt deel uit van NASA Astronautengroep 20. Deze groep van 14 astronauten begon hun training in augustus 2009 en werd op 4 november 2011 astronaut. 

## ISS-Expeditie 53 en 54
In mei 2015 werd Vande Hei gekozen voor zijn eerste missie, Sojoez MS-04. Hij kreeg echter een nieuwe eerste missie aangewezen in november 2016, namelijk Sojoez MS-06 in september 2017. Hij verbleef 6 maanden aan boord van het Internationaal ruimtestation ISS voor ISS-Expeditie 53 en 54. Hij was tevens het back-up bemanningslid voor Randolph Bresnik die in mei 2017 deelnam aan Sojoez MS-05. 

## ISS-Expeditie 64, 65 en 66
In maart 2021 werd bevestigd dat Vande Hei een tweede ruimtevlucht zou maken als boordwerktuigkundige aan boord van Sojoez MS-18 en deel zou uitmaken van ISS-Expeditie 64 en 65. Op 9 april 2021 werd Vande Hei samen met Roscosmos-kosmonauten Oleg Novitski en Pjotr Doebrov met succes gelanceerd aan boord van Sojoez MS-18. 
In september 2021 werd bekend dat de expeditie van zes maanden van Vande Hei en Dubrov met nog eens zes maanden werd verlengd. Dit betekende dat Vande Hei het record voor de langste ruimtevlucht door een Amerikaanse astronaut zou breken. Na 355 dagen in de ruimte keerde Vande Hei op 30 maart 2022 met Sojoez MS-19 terug op de aarde en verbrak daarmee het record van langste verblijf van een NASA-astronaut in de ruimte. Het oude record stond op naam van astronaut Scott Kelly.